# Commander Cody and His Lost Planet Airmen

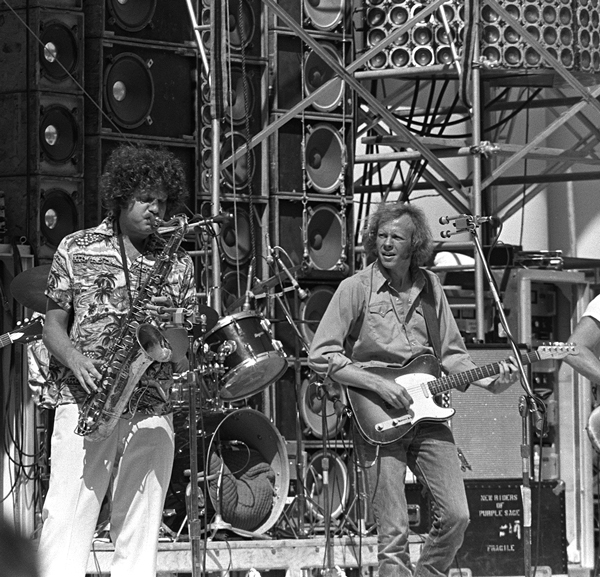
Andy Stein (à gauche) et John Tichy à l'Hollywood Bowl le 21 juillet 1974, en première partie de Grateful Dead.

Commander Cody and His Lost Planet Airmen est un groupe américain de boogie-woogie, Western swing, country et rockabilly formé en 1967 à Ann Arbor.

## Origine du nom
Le nom du leader du groupe (Commander Cody) et le nom du groupe lui-même (Lost Planet Airmen) est tiré du film Lost Planet Airmen dont un des personnages est Commando Cody (en).

## Membres

### Membres actuels

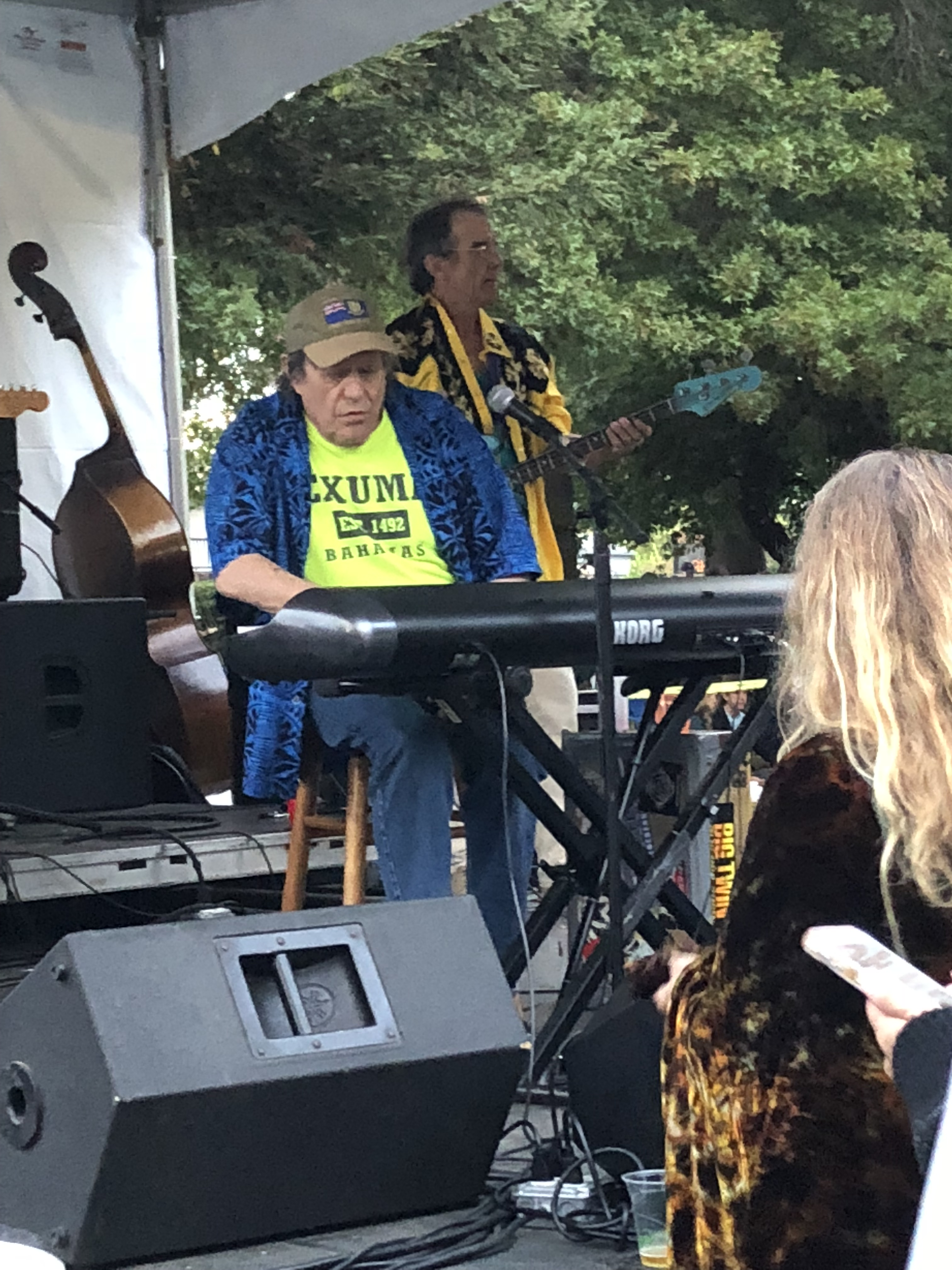
George Frayne en 2018.

- George Frayne (Commander Cody)
- Steve Barbuto
- Mark Emerick
- Randy Bramwell
- Greg Irwin (interim)

### Anciens membres
- John Tichy
- Billy C. Farlow
- Bill Kirchen (en)
- Andy Stein (en)
- Paul « Buffalo » Bruce Barlow
- Norton Buffalo (en)
- Lance Dickerson
- Bobby Black
- Steve Davis (The West Virginia Creeper)
- Peter Siegel
- Rick Mullen
- Rick Higginbotham
- Ernie Hagar

## Discographie

### Albums
| Année | Album                                                       | Classement dans les charts | Classement dans les charts | Classement dans les charts | Label                       |
| Année | Album                                                       | US                         | US Country                 | CAN                        | Label                       |
| ----- | ----------------------------------------------------------- | -------------------------- | -------------------------- | -------------------------- | --------------------------- |
| 1971  | Lost in the Ozone (en)                                      | 82                         | —                          | 75                         | Paramount                   |
| 1972  | Hot Licks, Cold Steel & Truckers Favorites (en)             | 94                         | —                          | —                          | Paramount                   |
| 1973  | Country Casanova (en)                                       | 104                        | 47                         | —                          | Paramount                   |
| 1974  | Live from Deep in the Heart of Texas (en)                   | 105                        | —                          | —                          | Paramount                   |
| 1975  | Commander Cody and His Lost Planet Airmen (en)              | 58                         | —                          | 95                         | Columbia record productions |
| 1975  | Tales from the Ozone                                        | 168                        | —                          | —                          | Columbia record productions |
| 1976  | We've Got a Live One Here!                                  | 170                        | —                          | —                          | Columbia record productions |
| 1977  | Rock 'N Roll Again (Midnight Man)                           | 163                        | —                          | —                          | Arista                      |
| 1978  | Flying Dreams                                               | —                          | —                          | —                          | Arista                      |
| 1980  | Lose It Tonight                                             | —                          | —                          | —                          | Line                        |
| 1986  | Let's Rock                                                  | —                          | —                          | —                          | Blind Pig                   |
| 1988  | Sleazy Roadside Stories                                     | —                          | —                          | —                          | Relix                       |
| 1990  | Aces High                                                   | —                          | —                          | —                          | Relix                       |
| 1990  | Too Much Fun: The Best Of                                   | —                          | —                          | —                          | MCA                         |
| 1994  | Worst Case Scenario                                         | —                          | —                          | —                          | Aim                         |
| 1996  | The Tour from Hell (1993)                                   | —                          | —                          | —                          | Aim                         |
| 2000  | Live at Gilley's                                            | —                          | —                          | —                          | Atlantic                    |
| 2002  | Command Performance                                         | —                          | —                          | —                          | BMG                         |
| 2003  | King Biscuit Flower Hour Archive Series: Greatest Hits Live | —                          | —                          | —                          | KBFH Records                |
| 2005  | All the Way from Turkey Trot                                | —                          | —                          | —                          | Fa-Ka-Wee                   |
| 2009  | Dopers, Drunks and Everyday Losers                          | —                          | —                          | —                          | Blind Pig                   |

### Singles
| Année | Single                                     | Classement dans les charts | Classement dans les charts | Classement dans les charts | Classement dans les charts | Classement dans les charts | Album                                      |
| Année | Single                                     | US                         | US Country                 | CAN                        | CAN Country                | CAN AC                     | Album                                      |
| ----- | ------------------------------------------ | -------------------------- | -------------------------- | -------------------------- | -------------------------- | -------------------------- | ------------------------------------------ |
| 1971  | Lost in the Ozone                          | —                          | —                          | —                          | —                          | —                          | Lost in the Ozone                          |
| 1972  | Hot Rod Lincoln (en)                       | 9                          | 51                         | 7                          | —                          | —                          | Lost in the Ozone                          |
| 1972  | Beat Me Daddy, Eight to the Bar            | 81                         | —                          | 87                         | —                          | —                          | Lost in the Ozone                          |
| 1972  | Truck Stop Rock                            | —                          | —                          | —                          | —                          | —                          | Hot Licks, Cold Steel & Truckers Favorites |
| 1973  | Semi-Truck                                 | —                          | —                          | —                          | —                          | —                          | Hot Licks, Cold Steel & Truckers Favorites |
| 1973  | Smoke! Smoke! Smoke! (That Cigarette) (en) | 94                         | 97                         | —                          | 99                         | 37                         | Country Cassanova                          |
| 1974  | Diggy Liggy Lo (en)                        | —                          | —                          | —                          | —                          | —                          | Live from Deep in the Heart of Texas       |
| 1974  | Riot in Cell Block No. 9                   | —                          | —                          | —                          | —                          | —                          | single only                                |
| 1975  | Don't Let Go                               | 56                         | —                          | 85                         | —                          | —                          | Commander Cody and His Lost Planet Airmen  |
| 1975  | It's Gonna Be One of Those Nights          | —                          | —                          | —                          | —                          | —                          | Tales from the Ozone                       |
| 1981  | 2 Triple Cheese (Side Order of Fries)      | —                          | —                          | —                          | —                          | —                          | Lose It Tonight                            |
| 1981  | Roll the Dice                              | —                          | —                          | —                          | —                          | —                          | Lose It Tonight                            |